# 마틸다 (잉글랜드)
마틸다 (Matilda, 1102년 2월 7일- 1167년 9월 10일)는 잉글랜드 최초의 여성 통치자로 잉글랜드의 왕 헨리 1세와 스코틀랜드의 마틸다와의 사이에 장녀로 태어났다. 같은 이름을 가진 많은 역사상의 인물과 구별하기 위해 모드 황후(Empress Maud) 등으로 불린다.
신성로마제국의 황제 하인리히 5세와 결혼했으나 23살이 되던 해인 1125년에 하인리히 5세가 사망하여 미망인이 되었다. 둘 사이에 아이가 없었기 때문에 독일 잘리어 왕조는 단절되었다. 마틸다는 귀국한 후에 1128년에 앙주의 조프루아와 재혼하였다. 부친 헨리 1세에 의해 왕위계승자가 되었으나 1135년에 헨리 1세가 사망한 후 사촌인 스티븐에게 권력을 찬탈당했다. 왕위계승전을 통해 승기를 잡았으나 여왕에 대한 귀족들의 반발과 외국인과 결혼했다는 점 때문에 런던시민들에게 거부당하여 권력을 잡지는 못했다.
마틸다가 비록 잉글랜드의 첫 여성 군주이긴 하지만, 실질적인 지배자로서 잉글랜드에 군림한 기간이 1141년의 수 개월로 매우 짧고, 여왕으로서의 대관식이 없었으며, 스스로의 손으로 통치권을 다지지 못했기 때문에, 후세의 역사가에게 군주라고 인정되면서도 역대의 잉글랜드 왕 계보에는 들어가지 않는 모호한 위치에 있다.

## 생애

### 생애 초반
마틸다는 1102년에 태어났다. 어릴 때 이름은 아델라이드였지만 신성 로마 제국의 황후가 되었을 때에 어머니의 이름을 따 마틸다로 개명했다. 1109년 16살 연상인 하인리히 5세와 약혼하고 12살이 되던 1114년에 결혼식을 올렸다.
남동생 윌리엄(William the Atheling)이 1120년 11월에 사망하자, 헨리 1세의 유일한 적녀로 추정 상속인이 되었다. 1125년 하인리히 5세가 사망하면서 후계자가 될 아들이 없었던 마틸다는 곧 잉글랜드로 돌아왔다. 헨리 1세는 딸이 돌아오자 남성 후계자가 생기지 않는다면 딸을 후계자로 삼겠다고 하면서 주요 귀족들에게 서약을 강요했다. 그런 후 1128년 6월 17일에 12세 연하인 프랑스 앙주의 조프루아와 재혼했다. 1133년에는 장남 헨리를 낳는다. 둘 사이에는 헨리와 조프루아, 기욤을 합쳐 3명의 아들이 태어났다.

### 영국의 왕위 계승권자
1135년에 아버지 헨리 1세가 죽으면서 마틸다는 남편 조프루아와 함께 잉글랜드의 왕위 계승자로 지명되었지만, 그녀의 사촌인 블루아 백작 가문의 스티븐이 런던에 입국하여 잉글랜드를 장악한후 스스로 왕위를 차지하였다. 잉글랜드 제후들은 남편인 조프루아가 앙주 가문으로 외국인 출신이라는 것도 반감을 샀다.
마틸다는 헨리 1세의 생전에 왕위를 요구하지 않을 것을 거듭해서 맹세했던 스티븐의 맹세 위반을 로마 교황에게 호소했지만, 스티븐에게 우호적이었던 로마 가톨릭교회는 그 청원을 각하해버렸다. 그러나 왕위 찬탈의 과정에서 교회나 제후에게 수많은 양보를 한 스티븐의 왕권은 점차 약화되었다. 1139년에 스티븐이 제후들에 대한 통제력을 상실했다고 본 마틸다는 잉글랜드에 상륙해 스티븐과 왕위 계승전쟁을 시작했다. 이 전쟁으로 스티븐의 치세는 내내 내란으로 점철되어버렸고, 이 시기를 역사적으로는 무정부 시대라고 부른다.

### 잉글랜드의 군주
마틸다는 이복 동생 글로스터 백작 로버트의 지지를 업고 1141년에 링컨에서 스티븐을 생포하고는, 윈체스터에서 열린 성직자 회의에서 잉글랜드의 레이디(Lady of England)로 선출되었다. 하지만 대관식을 위해 런던으로 온 그녀는 런던시에서 청해온 감세 요구를 오만하게 거절한데다 귀족들에게 거금을 요구하는 등의 행동으로 시민과 귀족들의 분노를 사 신변의 위협을 느끼고는 옥스퍼드로 도망쳤다. 이런 와중에 스티븐의 아내가 글로스터 백작 로버트를 생포해 스티븐과의 포로 교환을 성사시키면서 스티븐은 유폐에서 풀려났고, 이로써 마틸다의 대관식 기회는 영영 없어져버렸다.
이후 스티븐 측과 마틸다 측 양쪽 다 상대방을 압도할 힘이 없었기 때문에 내전은 지리한 공방전의 수렁에 빠져버렸다. 결국 1147년에 글로스터 백작이 죽으면서 강력한 지지자를 잃은 마틸다는 노르망디로 도주해버렸고, 1151년에는 남편마저 사망했다.
그러나 마틸다의 장남 헨리가 성장하면서 앙주 가문은 세력을 다시금 키우기 시작했다. 헨리는 아버지 조프루아가 정복한 노르망디 공작령을 획득한 후에 아버지의 앙주 백작과 브르타뉴 공작을 아버지 사후에 계승했고, 또 아키텐의 엘레오노르와의 혼인으로 아내의 광대한 아키텐 공작령, 가스코뉴 공작령, 푸아티에 백작령을 얻는 등, 프랑스 국토의 절반에 가까운 광대한 영지를 획득했다.

### 생애 후반
1153년에 헨리는 직접 대군을 인솔해 잉글랜드에 상륙하여 스티븐과 타협하여 월링포드 조약(Treaty of Wallingford)을 맺었다. 이 조약은 스티븐의 왕위를 인정하고, 스티븐의 아들에게 부르고뉴 백작 작위를 주는 대신에 헨리 자신은 잉글랜드 왕위 계승자가 되는 것이었다.
1154년 스티븐이 사망하자 헨리는 헨리 2세로 잉글랜드의 왕에 올랐고, 이 모든 것을 프랑스에 머문 채로 지켜보던 마틸다는 1167년에 세상을 떠났다.